# Wyspa Świętego Pawła (Ocean Indyjski)

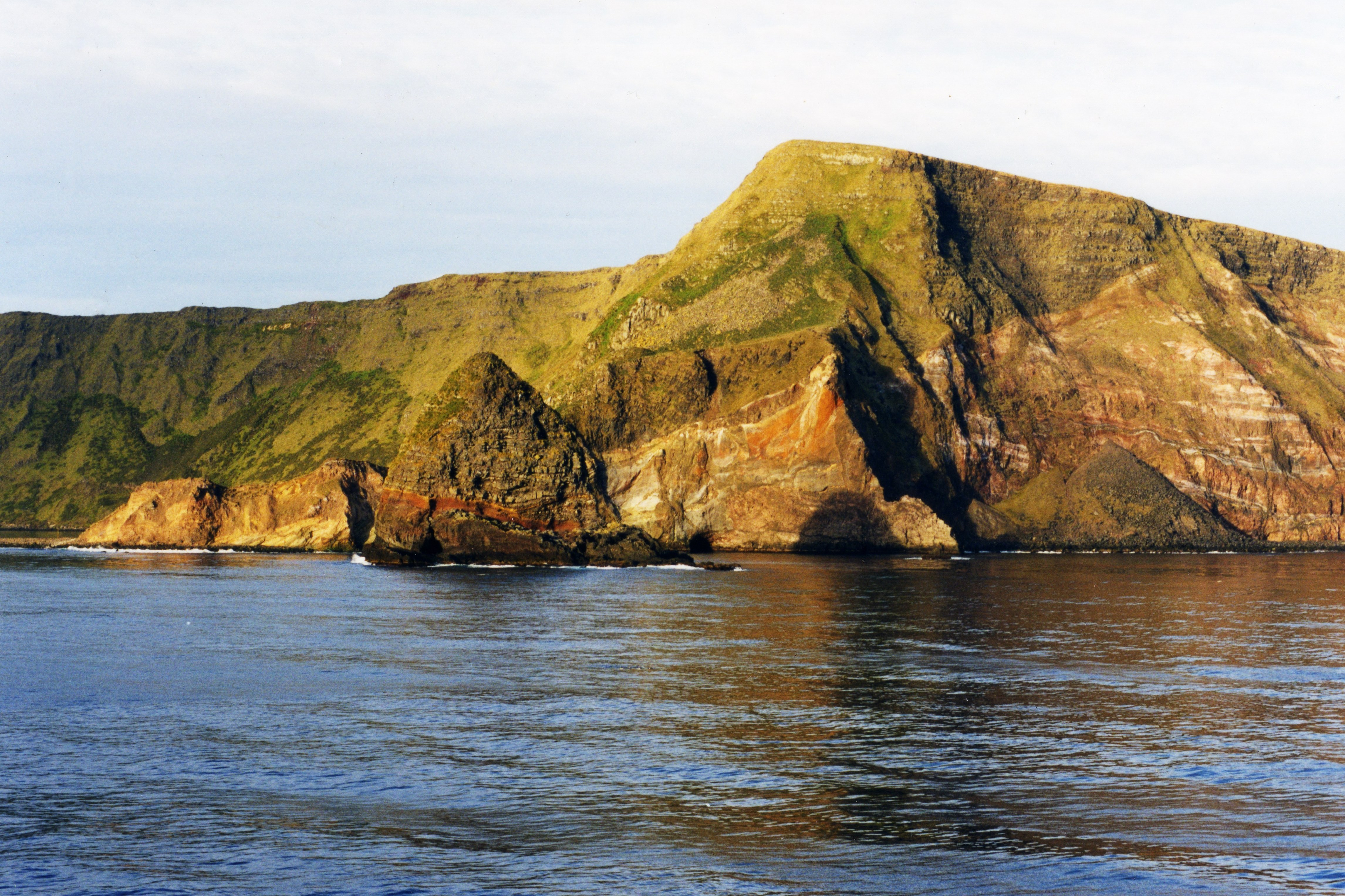
Wybrzeże Wyspy Świętego Pawła

Wyspa Świętego Pawła (fr. Île Saint-Paul) – wyspa na południowym Oceanie Indyjskim, należąca do Francji i będąca częścią Francuskich Terytoriów Południowych i Antarktycznych (TAAF). Znajduje się około 85 km na południe od większej Wyspy Amsterdam, z którą wspólnie tworzą dystrykt Wyspy Świętego Pawła i Amsterdam (fr. Saint-Paul-et-Amsterdam).
Wyspa o powierzchni 8 km² ma niecałe 5 km długości i stanowi skalisty szczyt wygasłego wulkanu, który ostatni raz wybuchł w 1793 roku. W najwyższym punkcie ściana kaldery (zapadniętego stożka) wznosi się na 268 m n.p.m. Klimat na wyspie jest umiarkowany, morski, ze stale wiejącym wiatrem zachodnim.
Stanowi ona ważne miejsce lęgowe kotika subantarktycznego i wielu ptaków morskich. Podobnie jak na wielu innych wyspach, występują tu zawleczone przez człowieka szkodniki – szczury, powodujące duże szkody w ekosystemie. Wyspa nie jest zamieszkana przez ludzi.